# Maurice Raes
Maurits Raes (Heusden, 17 de enero de 1907-Gentbrugge, 23 de febrero de 1992) fue un ciclista belga que fue profesional entre 1927 y 1939.
Durante su carrera consiguió 24 victorias, destacando la Lieja-Bastogne-Lieja de 1927 ( con 20 años ) y el Campeonato de Flandes de 1929.

## Palmarés
1927
- Lieja-Bastogne-Lieja

1929
- Campeonato de Flandes

1933
- Gran Premio de Hoboken